# ماینهارد نمر
ماینهارد نمر (به آلمانی: Meinhard Nehmer) ورزشکار مرد رشتهٔ بابسلد اهل کشور آلمان شرقی است. وی در بین سال‌های ‎۱۹۷۶ تا ۱۹۸۰ میلادی در مسابقات بازی‌های المپیک زمستانی در مجموع ۴ مدال، شامل ۳ مدال طلا و ۱ برنز را کسب کرد.